# Patrick Doeplah
Patrick Doeplah (Monrovia, Liberia, 27 de octubre de 1990 - 22 de marzo de 2011 en Monrovia, Liberia) fue futbolista liberiano. Jugó de delantero y su último equipo era el Hapoel Kfar Saba de la Liga Leumit de Israel.

## Selección nacional
Fue internacional con la Selección de fútbol de Liberia, jugó 2 partidos internacionales.

## Clubes
| Club             | País    | Año       |
| ---------------- | ------- | --------- |
| Mighty Barrolle  | Liberia | 2007      |
| LISCR FC         | Liberia | 2008-2009 |
| Hapoel Kfar Saba | Israel  | 2009-2011 |